# Barry Brown
Donald Barry Brown (San Jose, 19 aprile 1951 – Silver Lake, 27 giugno 1978) è stato un attore statunitense.

## Carriera
Brown cominciò la sua carriera d'attore all'età di cinque anni, in diversi show televisivi e teatrali. Dotato di un quoziente d'intelligenza elevato, bambino prodigio, apparve in un'edizione dei musical The Music Man (assieme a Forrest Tucker) e Bye Bye Birdie (al fianco di Van Johnson) all'età di dodici anni.
A diciannove anni fece il suo esordio sul grande schermo in Halls of Anger (1970), seguito due anni dopo da La banda di Jesse James (1972) e - soprattutto - dal film che ne lanciò definitivamente la carriera, Cattive compagnie (1972) di Robert Benton, dove recitava a fianco di Jeff Bridges nel ruolo di un ragazzo per bene, imboscato durante la Guerra di Secessione, che diventa un fuorilegge.
Dopo aver recitato nel film Daisy Miller (1974), diretto da Peter Bogdanovich, Brown si dedicò soprattutto alla televisione, con la partecipazione a film TV e telefilm. L'ultima sua apparizione al cinema fu in Piraña (1978) di Joe Dante.
Uomo colto (di lui Bogdanovich disse: "è l'unico attore americano del quale si possa credere abbia mai letto un libro"), collaborò alla realizzazione di diversi testi al riguardo, in particolare sul cinema horror.

## Vita privata
Nacque in una famiglia di origini siciliane, irlandesi, inglesi e in minor misura scozzesi. Era il fratello maggiore dell'attrice Marilyn Brown, anch'essa morta suicida, e dello scrittore James Brown, che ha tracciato un ritratto della sua problematica famiglia in The Los Angeles Diaries nel 2003.
Il 4 marzo 1972 sposò Jennie Vlahos, da cui divorziò due mesi più tardi.
Si suicidò nella sua casa di Silver Lake il 27 giugno 1978 con un colpo di pistola; fu cremato e le sue ceneri sparse sul fiume Chetco, in Oregon.

## Filmografia parziale
- Halls of Anger, regia di Paul Bogart (1970)
- La banda di Jesse James (The Great Northfield Minnesota Raid), regia di Philip Kaufman (1972)
- Cattive compagnie (Bad Company), regia di Robert Benton (1972)
- Daisy Miller, regia di Peter Bogdanovich (1974)
- Piraña, regia di Joe Dante (1978)